# Mezeňská Pižma
Mezeňská Pižma (rusky Мезенская Пижма) je řeka v Archangelské oblasti s prameny v Komijské republice v Rusku. Je dlouhá 236 km. Plocha povodí měří 3830 km².

## Průběh toku
Pramení na vrchovině Četlasský Kameň v Timanském krjaži. Ústí zprava do Mezeně.

## Vodní režim
Zdrojem vody jsou převážně sněhové srážky. Průměrný roční průtok vody ve vzdálenosti 61 km od ústí činí 41,9 m³/s. Nejvyšších vodních stavů dosahuje v květnu a v červnu. V létě a na podzim dochází k povodním.